# Fada Tuto
Fada Tuto ist eine osttimoresische Siedlung im Suco Fatubessi (Verwaltungsamt Maubisse, Gemeinde Ainaro). Das Dorf befindet sich im Westen der Aldeia Tutu-Fili, auf einer Meereshöhe von 1437 m, an einer Abzweigung nach Caitara von der Straße nach Maulau. Nördlich liegt das Dorf Titibauria, östlich die Siedlung Tutu-Fili. In Fada Tuto befindet sich ein „Haus der Riten“ (Uma Lisan).